# Deliahmetoğlu, Ladik
Deliahmetoğlu là một xã thuộc huyện Ladik, tỉnh Samsun, Thổ Nhĩ Kỳ. Dân số thời điểm năm 2010 là 212 người.